# Thyreonotus bidens
Thyreonotus bidens är en insektsart som först beskrevs av Bolívar, I. 1887.  Thyreonotus bidens ingår i släktet Thyreonotus och familjen vårtbitare. Inga underarter finns listade i Catalogue of Life.